# Frans-Nederlandse betrekkingen
De Frans-Nederlandse betrekkingen zijn de internationale betrekkingen tussen Nederland en Frankrijk. Beide landen zijn medeoprichter van de NAVO en de Europese Unie. Ook maken beide landen deel uit van de Schengenzone en hebben allebei de euro als munteenheid.
Frankrijk heeft een ambassade in Den Haag en een consulaat in Amsterdam. Nederland heeft op zijn beurt een ambassade in Parijs.

## Landenvergelijking
|                 | Frankrijk                                                   | Koninkrijk der Nederlanden                                                           |
| --------------- | ----------------------------------------------------------- | ------------------------------------------------------------------------------------ |
| Bevolking       | 62.814.233 (2020)                                           | 17.595.017 (2020)                                                                    |
| Oppervlakte     | 551.500 km²                                                 | 42.201 km²                                                                           |
| Dichtheid       | 113,9/km² (2020)                                            | 416,9/km² (2020)                                                                     |
| Hoofdstad       | Parijs                                                      | Amsterdam                                                                            |
| Regeringsvorm   | Constitutionele republiek met een Semipresidentieel systeem | Constitutionele monarchie - Parlementaire democratie                                 |
| Officiële talen | Frans                                                       | Nederlands, Fries (Friesland), Papiaments (Bonaire), Engels (Saba en St. Eustatius)  |
| Religie         | Katholicisme 62%, islam 6%, jodendom 1%, geen religie 26%   | 24% Rooms-katholiek, 10% Protestant, 5% Islam, 6% overige religies, 55% geen religie |

## Geschiedenis
In 1795 werd Nederland onder de naam van de Bataafse Republiek een zusterrepubliek van de Frankrijk. In 1806 werd Nederland omgedoopt tot het Koninkrijk Holland. Napoleon Bonaparte maakte zijn broer Lodewijk Napoleon Bonaparte koning. Uiteindelijk werd in 1810 Nederland ingelijfd bij het Franse Keizerrijk. In 1813 werd Nederland weer een onafhankelijk land.

## Sint-Maarten
Op 23 maart 1648 werd het Verdrag van Concordia getekend tussen de Republiek der Zeven Verenigde Nederlanden en Frankrijk. Hierin kwamen Nederland en Frankrijk tot een overeenstemming om het eiland Sint-Maarten te verdelen. Tot op heden bestaat Sint Maarten uit een Nederlands en een Frans deel.

## Transport
Beide landen zijn rechtstreeks per trein bereikbaar. Dit wordt uitgevoerd door de hogesnelheidstrein Eurostar. De Eurostar rijdt 9x per dag tussen Amsterdam en Parijs. Ook rijdt de Thalys 2x per dag tussen Amsterdam en Marne-la-Vallée - Chessy. In Nederland stopt de Thalys ook te Schiphol en Rotterdam.